# Tibesti
El Tibesti és una regió muntanyosa i volcànica del Sàhara central situada entre Líbia (només una petita zona) i el Txad, concretament a la regió de Bourkou-Ennedi-Tibesti. Forma part de l'ecoregió terrestre dels Boscs xeròfits montans del Sàhara occidental.

## Geografia i clima
Aquestes muntanyes són les més grans i les més altes del Sàhara. El cim més alt n'és Emi Koussi, de 3.415 m d'altitud. Els volcans estan actualment inactius amb l'excepció del Pic Tousside, de 3.265 m, que és potencialment actiu.
El Tibesti, a la part central, té un conjunt de valls seques; després de les pluges que acostumen a ser violentes però irregulars (set o vuit anys poden passar entre dues tempestes) es formen torrents efímers i perillosos. La pluja és més probable entre els mesos de febrer i maig. La resta del massís, el constitueixen altiplans tabulars, d'entre 1.200 i 2.000 m d'altitud, que s'anomenen tarsos en idioma tedaga.
La zona té un clima significativament més humit que la zona hiperàrida que l'envolta, s'ha estimat que anualment hi cauen 120 litres de pluja en les zones més altes. L'amplitud tèrmica (diferència entre la mínima i màxima diària) és molt alta.

## Flora i fauna
La riquesa florística i animal és superior a les zones del costat; per exemple, hi ha arbres del gènere Acacia i els animals es reuneixen en les superfícies amb aigua permanent, les anomenades guelta. La vida natural, però, ha estat afectada pels conflictes polítics (com el Darfour).

## Cultura
La zona és molt coneguda per les pintures neolítiques en coves que estan datades entre 5000 i 3000 anys aC. També hi ha surgències de gèisers i aigües termals al voltant de Soboroum.
Durant temps, hi visqueren els tubus (francès toubous), una ètnia que va tenir relacions amb Cartago des de l'any 500 aC.
La principal població de la zona és Bardaï, mentre que Zouar i Aouzou són pobles més petits.

## Història
Gustav Nachtingal va explorar la zona el 1869, i després el coronel Jean Tilho al començament del segle xx. França va aconseguir imposar-hi la seva autoritat efectiva vers 1930. Tibesti tenia els seus propis governants: els derde dels tubus. El derde va donar suport a la lluita dels grups musulmans del nord del Txad pel poder. El derde el 1970 era Oueddei Kichidemi, pare de Guokouni Oueddei, que després va presidir el GUNT, que va governar al Txad amb suport libi. La franja d'Aouzou fou ocupada uns anys per Líbia; la població d'Aouzou és de les principals del Tibesti; els libis hi van construir un aeroport.